# 陳祗
陳祗（？—258年），字奉宗，汝南郡人，许靖哥哥的外孙。蜀漢後主劉禪之寵臣。

## 生平
幼時即為孤兒，由外叔公許靖撫養長大。弱冠時便有名聲，被朝廷任命為選曹郎。為人矜持而嚴厲，相貌有威儀。擅長許多技藝，通曉占星、卜卦、相術之學，費褘對其才華深感訝異。
延熙九年（246年），董允去世，董允的遺缺尚書令由呂乂接任，陳祗則獲費褘破格提拔代董允為侍中，主管宮中事務。此後陳祗開始與宦官黃皓等人關係密切，黃皓自此開始干預政事。
延熙十四年（251年），尚書令呂乂逝世，陳祗以侍中身分代理尚書令，加號鎮軍將軍。
延熙十六年（253年），費禕遇刺身亡後，姜維升任大將軍後，一改蜀漢休養生息國策，戮力主導北伐戰略，陳祗留鎮朝中統籌戰事後勤供需與朝政宮廷事務。大將軍姜維雖然地位在陳祗之上，但長期統兵在外，鮮少親臨朝政。陳祗上順從劉禪，下又與宦官交好，深得劉禪寵愛，權傾一時，於朝中的影響力甚至更勝於姜維。
景耀元年（258年），陳祗去世，劉禪悲痛萬分，下詔追諡陳祗為“忠侯”。又封其子陳粲關內侯，任次子陳裕為黃門侍郎。

## 人物
陳祗挾異術，通曉卜筮之學，深得費褘賞識。董允死後，代為侍中。朝中得勢，上諂媚天子，下與黃皓互相表裡。
龐統子龐宏，剛正直率好辯是非，輕傲陳袛，受到陳袛壓抑，卒於涪陵太守任職內。
延熙二十年（257年）譙周在朝堂之上建議不宜對魏國用兵，陳祗強烈反對，並譙周展開激烈辯論分析利害，譙周無奈，退朝寫下《仇國論》。
陳祗在世時，深受後主寵信，只有陳祗一人獻媚自己，加上黃皓常於耳邊言語挑撥。反觀董允在世時便常常上諫劉禪並斥責黃晧，使劉禪日後更加追怨董允，甚至認為自己受到董允輕視。

## 家庭

### 祖父輩
- 太傅許靖，陳祗的外叔公，由其抚养长大，許靖于章武二年（222年）卒。

### 父輩
- 許欽，陳祗的堂舅；許靖的兒子，早於許靖去世（222年之前）。[7]

### 平輩
- 許遊，陳祗的表兄/弟；許靖的孫子、許欽的兒子，景耀（258—263年）年間为尚书。[7]

### 子
- 陳粲，關內侯。
- 陳裕

## 延伸阅读
[在维基数据编辑]
 《三國志·卷39》，出自陳壽《三國志》